# Lachenalia
Lachenalia ist eine Pflanzengattung aus der Unterfamilie Scilloideae der Familie Asparagaceae. Der botanische Name der Gattung ehrt Werner de Lachenal (1736–1800), einen Schweizer Professor für Botanik aus Basel.

## Beschreibung
Es handelt sich um Zwiebelpflanzen, die einzeln oder in Gruppen wachsen. Die variablen, manchmal gefleckten oder mit Querbändern versehenen Laubblätter stehen aufrecht oder sind waagerecht ausgebreitet.
Die traubigen Blütenstände sind aufrecht und besitzen breite, membranartige, blütentragende Brakteen. Die Blütenhülle ist aufrecht, horizontal oder nickend angeordnet. Die sechs, meist farbigen, Tepalen sind an der Basis verwachsen und vorne ausgebreitet oder parallel. Die inneren Tepalen sind manchmal länger als die äußeren. Die sechs Staubblätter stehen frei. Die Staubfäden sind stielrund und können die Blütenhülle überragen. Der Fruchtknoten ist eiförmig.
Die eiförmigen Früchte bilden lokulizide Kapseln, in denen die schwarzen und kugeligen Samen enthalten sind.

## Verbreitung und Systematik
Die Arten der Gattung Lachenalia sind in den Winterregengebieten von Südafrika verbreitet. Die Hauptverbreitungsgebiete sind der südafrikanische Teil der Sukkulenten-Karoo, das Renosterveld und der Fynbos.
Die Erstbeschreibung der Gattung durch Johan Andreas Murray wurde 1784 veröffentlicht. Er griff dabei den von Joseph Franz von Jacquin gewählten Gattungsnamen auf. Typusart der Gattung ist Lachenalia tricolor J.Jacq. Die Gattung Lachenalia umfasst folgende, etwa 130 Arten:
| - Lachenalia alba W.F.Barker ex G.D.Duncan - Lachenalia algoensis Schönland - Lachenalia aloides (L.f.) Engl. - Lachenalia ameliae W.F.Barker - Lachenalia angelica W.F.Barker - Lachenalia anguinea Sweet - Lachenalia arbuthnotiae W.F.Barker - Lachenalia arenicola G.D.Duncan & Helme - Lachenalia argillicola G.D.Duncan - Lachenalia attenuata W.F.Barker ex G.D.Duncan - Lachenalia aurioliae G.D.Duncan - Lachenalia bachmannii Baker - Lachenalia barkeriana U.Müll.-Doblies, B.Nord. & D.Müll.-Doblies - Lachenalia bolusii W.F.Barker - Lachenalia bowkeri Baker - Lachenalia bruynsii G.D.Duncan - Lachenalia buchubergensis Dinter - Lachenalia bulbifera (Cirillo) Engl. - Lachenalia calcicola (U.Müll.-Doblies & D.Müll.-Doblies) G.D.Duncan - Lachenalia callista G.D.Duncan & T.J.Edwards - Lachenalia campanulata Baker - Lachenalia canaliculata G.D.Duncan - Lachenalia capensis W.F.Barker - Lachenalia carnosa Baker - Lachenalia cernua G.D.Duncan - Lachenalia comptonii W.F.Barker - Lachenalia concordiana Schltr. ex W.F.Barker - Lachenalia congesta W.F.Barker - Lachenalia contaminata Aiton - Lachenalia convallarioides Baker - Lachenalia corymbosa (L.) J.C.Manning & Goldblatt - Lachenalia dasybotrya Diels - Lachenalia dehoopensis W.F.Barker - Lachenalia doleritica G.D.Duncan - Lachenalia duncanii W.F.Barker - Lachenalia elegans W.F.Barker - Lachenalia ensifolia (Thunb.) J.C.Manning & Goldblatt - Lachenalia ensifolia subsp. ensifolia - Lachenalia ensifolia subsp. maughanii (W.F.Barker) G.D.Duncan - Lachenalia fistulosa Baker - Lachenalia flava Andrews - Lachenalia framesii W.F.Barker - Lachenalia giessii W.F.Barker - Lachenalia glauca (W.F.Barker) G.D.Duncan - Lachenalia glaucophylla W.F.Barker - Lachenalia haarlemensis Fourc. - Lachenalia hirta (Thunb.) Thunb. - Lachenalia inconspicua G.D.Duncan - Lachenalia isopetala Jacq. - Lachenalia judithiae G.D.Duncan - Lachenalia juncifolia Baker - Lachenalia karooica W.F.Barker ex G.D.Duncan - Lachenalia karoopoortensis G.D.Duncan - Lachenalia klinghardtiana Dinter - Lachenalia kliprandensis W.F.Barker - Lachenalia krugeri G.D.Duncan - Lachenalia lactosa G.D.Duncan - Lachenalia latimerae W.F.Barker - Lachenalia leipoldtii G.D.Duncan - Lachenalia leomontana W.F.Barker - Lachenalia liliiflora Jacq. - Lachenalia longibracteata E.Phillips - Lachenalia longituba (A.M.van der Merwe) J.C.Manning & Goldblatt - Lachenalia lutea G.D.Duncan - Lachenalia luteola Jacq. - Lachenalia lutzeyeri G.D.Duncan - Lachenalia macgregoriorum W.F.Barker - Lachenalia magentea G.D.Duncan - Lachenalia margaretae W.F.Barker - Lachenalia marginata W.F.Barker - Lachenalia marginata subsp. marginata - Lachenalia marginata subsp. neglecta Schltr. ex G.D.Duncan | - Lachenalia marlothii W.F.Barker ex G.D.Duncan - Lachenalia martiniae W.F.Barker - Lachenalia martleyi G.D.Duncan - Lachenalia mathewsii W.F.Barker - Lachenalia maximiliani Schltr. ex W.F.Barker - Lachenalia mediana Jacq. - Lachenalia mediana subsp. mediana - Lachenalia mediana subsp. rogersii (Baker) G.D.Duncan - Lachenalia membranacea (W.F.Barker) G.D.Duncan - Lachenalia minima W.F.Barker - Lachenalia moniliformis W.F.Barker - Lachenalia montana Schltr. ex W.F.Barker - Lachenalia multifolia W.F.Barker - Lachenalia mutabilis Lodd. ex Sweet - Lachenalia namaquensis W.F.Barker - Lachenalia namibiensis W.F.Barker - Lachenalia nardousbergensis G.D.Duncan - Lachenalia neilii W.F.Barker ex G.D.Duncan - Lachenalia nervosa Ker Gawl. - Lachenalia nutans G.D.Duncan - Lachenalia obscura Schltr. ex G.D.Duncan - Lachenalia orchioides (L.) Aiton - Lachenalia orchioides subsp. orchioides - Lachenalia orchioides subsp. glaucina (Jacq.) G.D.Duncan - Lachenalia orchioides subsp. parviflora (W.F.Barker) G.D.Duncan - Lachenalia orthopetala Jacq. - Lachenalia pallida Aiton - Lachenalia patentissima G.D.Duncan - Lachenalia patula Jacq. - Lachenalia paucifolia (W.F.Barker) J.C.Manning & Goldblatt - Lachenalia pearsonii (R.Glover) W.F.Barker - Lachenalia peersii Marloth ex W.F.Barker - Lachenalia perryae G.D.Duncan - Lachenalia physocaulos W.F.Barker - Lachenalia polyphylla Baker - Lachenalia polypodantha Schltr. ex W.F.Barker - Lachenalia polypodantha subsp. polypodantha - Lachenalia polypodantha subsp. eburnea G.D.Duncan - Lachenalia punctata Jacq. - Lachenalia purpureocaerulea Jacq. - Lachenalia pusilla Jacq. - Lachenalia pygmaea (Jacq.) G.D.Duncan - Lachenalia quadricolor Jacq. - Lachenalia reflexa Thunb. - Lachenalia rosea Andrews - Lachenalia salteri W.F.Barker - Lachenalia sargeantii W.F.Barker - Lachenalia schelpei W.F.Barker - Lachenalia schlechteri Baker - Lachenalia sessiliflora Andrews - Lachenalia splendida Diels - Lachenalia stayneri W.F.Barker - Lachenalia suaveolens (W.F.Barker) G.D.Duncan - Lachenalia summerfieldii G.D.Duncan - Lachenalia thomasiae W.F.Barker ex G.D.Duncan - Lachenalia thunbergii G.D.Duncan & T.J.Edwards - Lachenalia trichophylla Baker - Lachenalia undulata Masson ex Baker - Lachenalia unifolia Jacq. - Lachenalia valeriae G.D.Duncan - Lachenalia vanzyliae (W.F.Barker) G.D.Duncan & T.J.Edwards - Lachenalia variegata W.F.Barker - Lachenalia ventricosa Schltr. ex W.F.Barker - Lachenalia verticillata W.F.Barker - Lachenalia violacea Jacq. - Lachenalia viridiflora W.F.Barker - Lachenalia whitehillensis W.F.Barker - Lachenalia wrightii Baker - Lachenalia xerophila Schltr. ex G.D.Duncan - Lachenalia youngii Baker - Lachenalia zebrina W.F.Barker - Lachenalia zeyheri Baker |

## Bilder

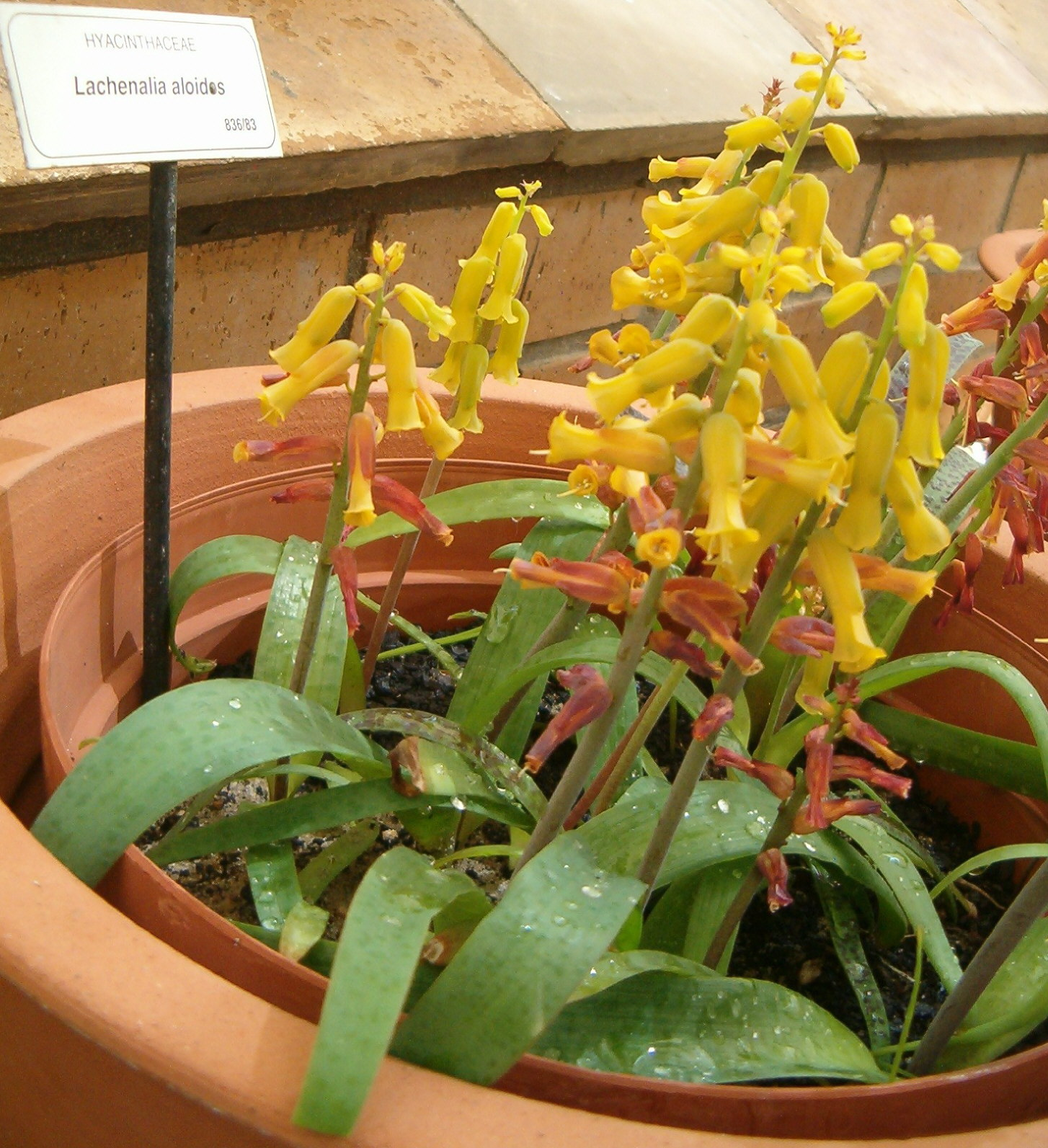
Lachenalia aloides
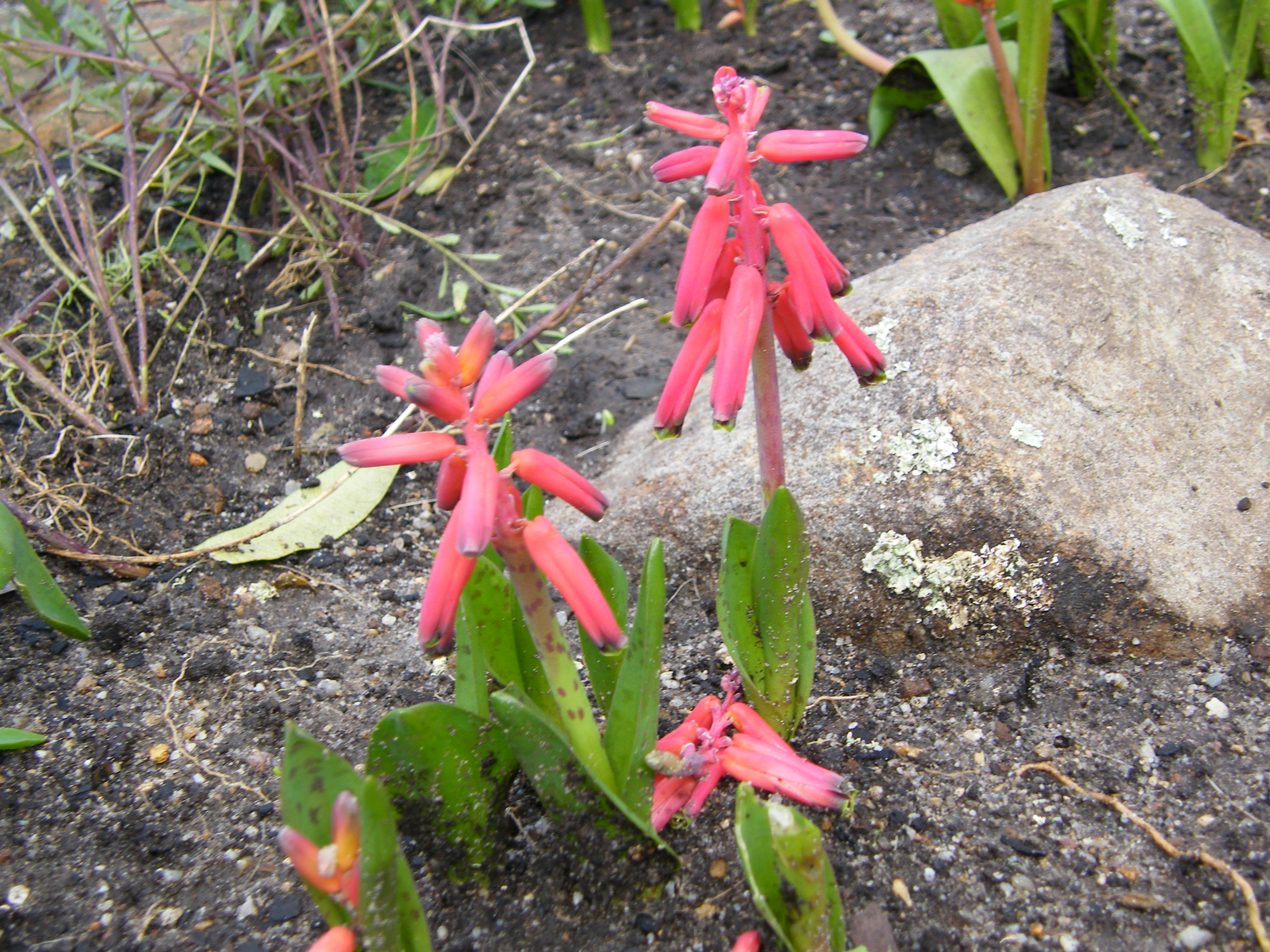
Lachenalia bulbifera
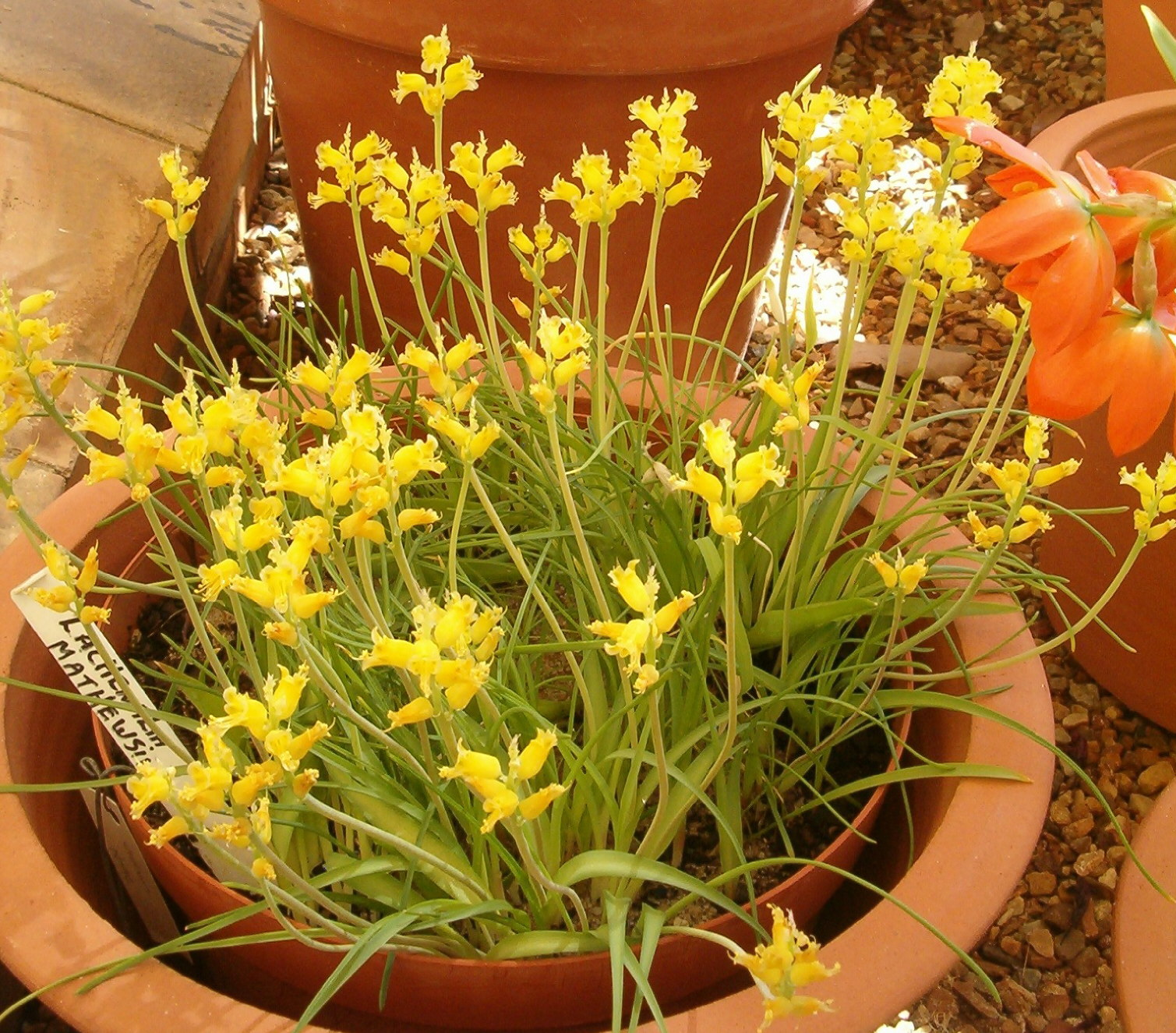
Lachenalia mathewsii
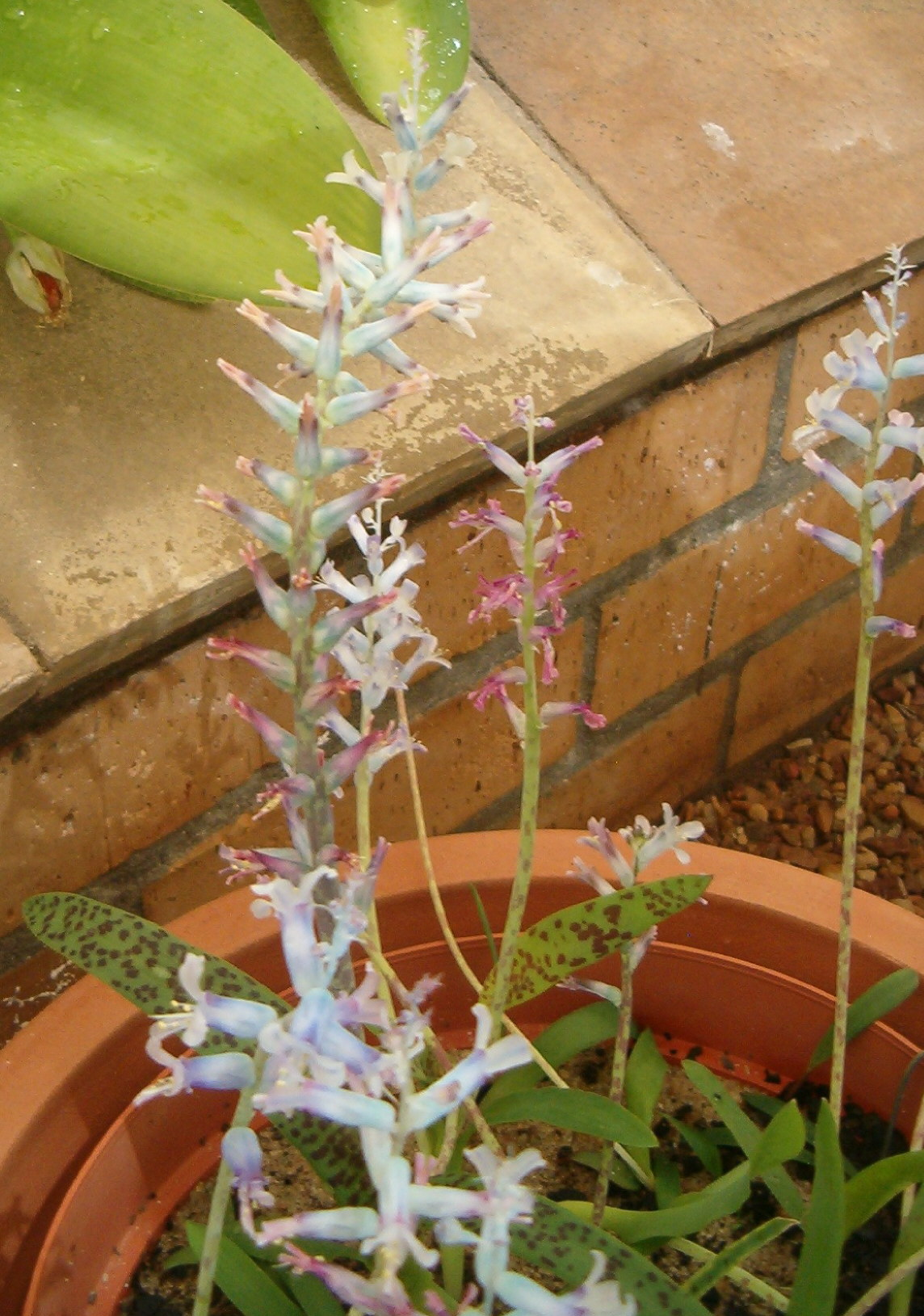
Lachenalia orchioides
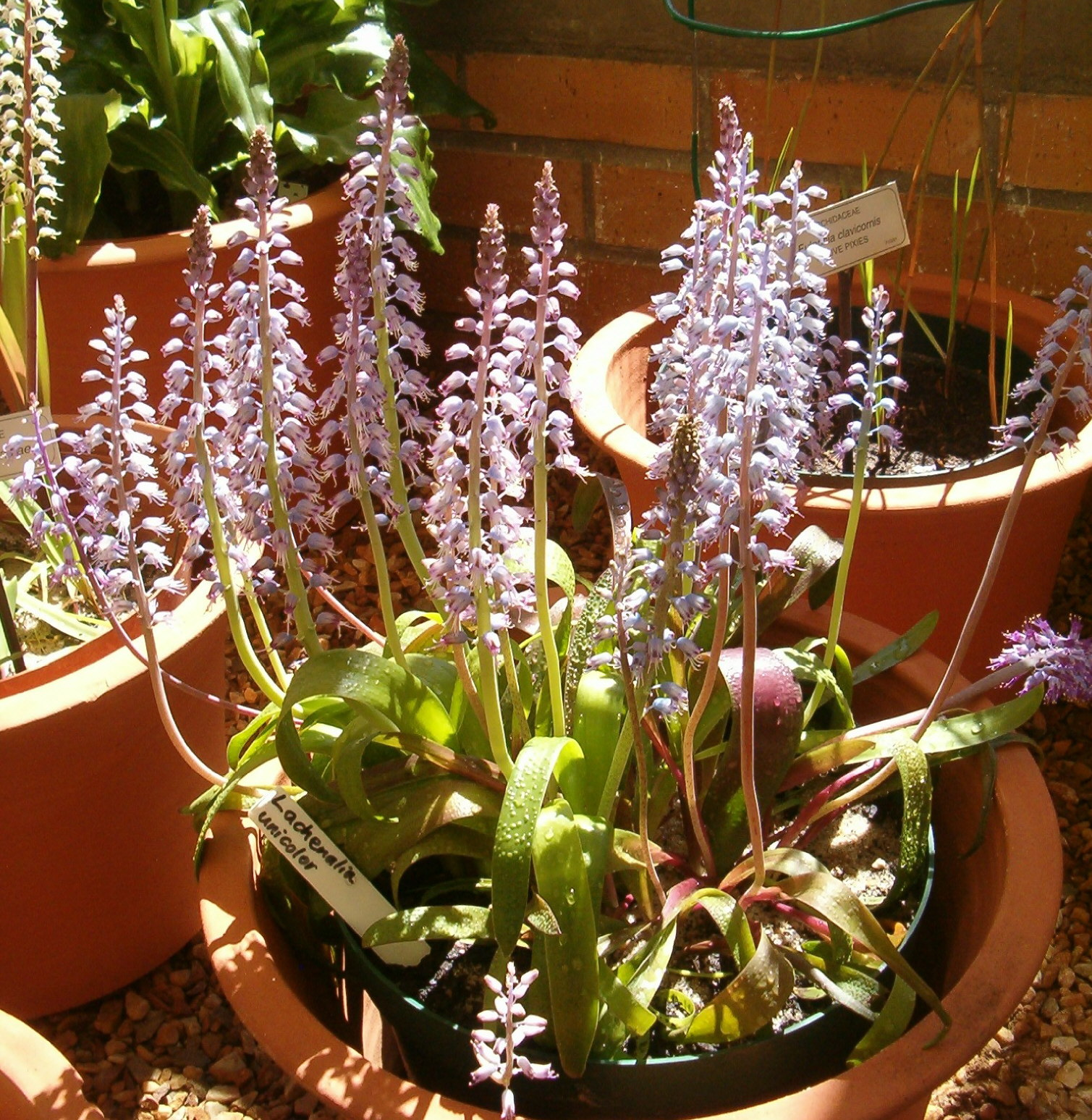
Lachenalia pallida
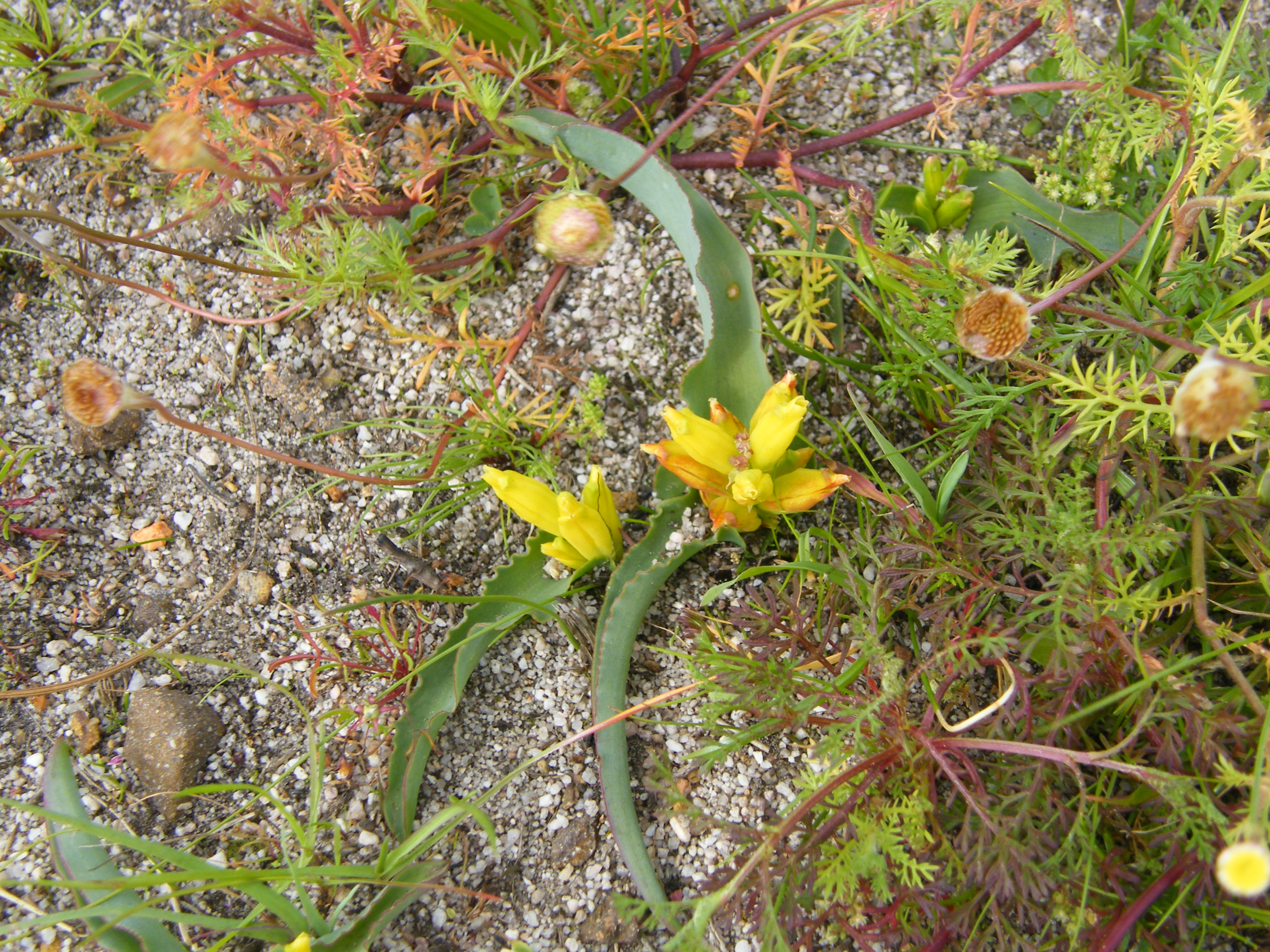
Lachenalia reflexa

## Belege

## Weiterführende Literatur
- Graham Duncan: The Genus Lachenalia. A Botanical Magazine Monograph. Kew Publishing, Royal Botanic Gardens, Kew, 2012, ISBN 9781842463826.
- G. D. Duncan, T. J. Edwards, A. Mitchell: Character variation and a cladistic analysis of the genus Lachenalia Jacq. f. ex Murray (Hyacinthaceae). In: ISHS Acta Horticulturae. Band 673: IX International Symposium on Flower Bulbs, S. 113–120 (PDF).
- Riana Kleynhans, Paula Spies, Johan J. Spies: Cytogenetic and Phylogenetic Review of the Genus Lachenalia. In: Floriculture and Ornamental Biotechnology. Band 6, Spezialausgabe Nummer 1, 2012: Bulbous Ornamentals I, S. 98–115 (PDF).